# Dig & Mig & Mælkevejen
|  | Denne artikel er oprettet af botten Steenthbot ud fra en ekstern database. Den kan derfor have sproglige fejl eller mangler. Denne skabelon kan fjernes efter kontrol af indholdet. |

Dig & Mig & Mælkevejen er en dansk filmskolefilm fra 2023 instrueret af Marie Gøtzsche.

## Handling
Til receptionen for Klaras nye digtsamling er aftenens hovedperson ivrig for at fejre det med veninden Simone, men Simone er mere modvillig. Hun har ikke lyst til at drikke sig fuld og afslår Klaras initiativer til at feste, som de gjorde engang. I længsel efter den tosomhed, de havde før i tiden, tager Klara en drastisk beslutning - og natten ender med en skæbnesvanger ulykke.

## Medvirkende
- Roberta Hilarius Reichhardt, Klara
- Frederikke Dahl Hansen, Simone
- Nanna Bøttcher, Naja